# Seuneubok Meurudu
Seuneubok Meurudu is een bestuurslaag in het regentschap Aceh Timur van de provincie Atjeh, Indonesië. Seuneubok Meurudu telt 369 inwoners (volkstelling 2010).